# Jean Valvis
Jean Valvis, n. 16 iulie 1954 este un om de afaceri cu cetățenie greacă și elvețiană, unul dintre cei mai cunoscuți antreprenori din mediul local de business. De numele său se leagă tranzacțiile cu două dintre cele mai importante multinaționale: vânzarea Dorna Apemin SA către Coca-Cola Hellenic Bottling Company și The Coca-Cola Company și, în anul 2008, vânzarea companiei Dorna Lactate și a brandului LaDorna către Grupul Lactalis..
Începând din 2010 se ocupă de dezvoltarea brandului de apă AQUA Carpatica, al celui de vin Domeniile Sâmburești, dar și de afaceri în domeniul energiei verzi și al agriculturii bio.

## Biografie
S-a născut la Atena, la data de 16 iulie 1954, dar familia era în Geneva, unde își va începe studiile.
După ce termină școala primară și gimnaziul la Geneva, își începe studiile liceale la Școala Model "Varvakios" din Atena. În 1973 începe studiile universitare la National Technical University of Athens Metsovio Polytehnion, pe care o absolvă în 1979, cu o diplomă de inginer-arhitect.
În 1980, urmează cursurile Universității Sorbona din Paris, pe care le va absolvi cu o diplomă de studii aprofundate în Estetica Arhitecturală. În 1982, în urma unei burse de studii de cercetare a Fundației Aristotelis Onassis, redactează teza de doctorat la aceeași Universitate Sorbona, lucrare ce poartă titlul "Teoria Modelelor în Procesul Designului Arhitectural."
Are trei fii: Christos Nikolaos, născut în 1998, Stefanos, născut în 1999 și Aristotelis Dimitrios, născut în 2016.

## Activitate antreprenorială
În anul 1994, fondează Valvis Holding, înființând Dorna Apemin, societate pe acțiuni cu capital româno-elvețian, în cadrul căreia, între anii 1996-1999 se vor construi sub brandul Dorna trei noi fabrici de exploatare a apei minerale în Vatra Dornei, Suceava (Dorna, Poiana Negri, Izvorul Alb).
În anul 1998 înființează Dorna Lactate SA și se construiește, tot în regim greenfield, fabrica de lactate de la Dorna Căndreni, iar în 1999, fabrica de brânză topită, în Vatra Dornei. În total, sub brandul LaDorna, este procesată o gamă de 85 de produse lactate.
În anul 2000 înființează sucursala de la Atena a holdingului, Dorna Hellas.
În anul 2001 înființează Carpathian Plastics Corporations.
Anul 2002 este anul încheierii tranzacției cu The Coca-Cola Company, pentru vânzarea Dorna. Tot în acest an pune bazele proiectului biofermelor ecologice, ca parte a activității de agricultură ecologică din care face parte și societatea Dorna Agri, proiect pe care l-a demarat în 2004 pentru cereale Bio. În 2003 și 2004 se construiesc în regim greenfield fabricile de cottage cheese (Ortoaia, Suceava) și cea de telemea de oi (Mihail Kogălniceanu, Constanța).
Tot în anul 2004, încheie transferul proprietății la ICPPAM Balotești, platformă menită să facă parte tot din proiectul de agricultură ecologică.
În 2006 începe investiția la Vitipomicola Sâmburești, iar în 2009 lansează 3 game de vinuri: Chateau Valvis, Domeniile Sâmburești, Sâmburel de Olt.
În anul 2008 vinde LaDORNA către grupul francez Lactalis, al doilea cel mai mare jucător din piața mondială a lactatelor și se concentrează pe dezvoltarea diviziei de vinuri - Domeniile Sâmburești și inițierea altor noi proiecte care se vor concretiza în anul 2010: extinderea investițiilor în agricultura eco și energia regenerabilă pe o suprafață de 10 000 ha în zona Călărași și lansarea brandului AQUA Carpatica, singura apă cu 0 mg nitrați/litru.
În prezent, Jean Valvis își concentrează eforturile de business pe brandul de vin - Domeniile Sâmburești și continuă proiecte ale căror rezultate au început să se vadă încă din anul 2010: exitinderea investițiilor în agricultură și proiecte eco cu Dorna Agri, pe 10,000 ha de pămănt aproape de Călărași (Roseti), în sudul României și lansând brandul de apă minerală AQUA Carpatica, singura apă minerală din lume cu 0 mg/l nitrați. Încă de la lansare, AQUA Carpatica a devenit un succes și un concurent serios pentru piața apelor minerale din România.

## Strategie de business
În spiritul protejării mediului, își orientează activitățile antreprenoriale în zona ecologică, dezvoltând business-uri în domeniul agriculturii ecologice și a energiei verzi în care dorește să investească masiv.

## Organizații
Din 1998 până în 2002 a fost președinte al Organizației Patronatelor Apelor Minerale (OPA).
Din 2000 este membru al comitetului director al Confederației Patronatelor din România.
Din 2005 este membru al F.I.C. (Foreign Investors Council – Consiliul Investitorilor Străini), iar din 2007 a fost ales membru în comitetul director al F.I.C, iar în 2012 a fost ales vicepreședinte.

## Premii și distincții[7]
2008 The Business Review Magazine (Annual Investment Awards) - Antreprenorul anului
2006  Revista The Diplomat (Greek Investment Awards): Cea mai bună dezvoltare regională
2006  Ziarul Bucharest Business Week (Swiss Leadership Awards): Cel mai admirat om de afaceri elvețian
2004  Revista Capital (Oskar Award): Omul de afaceri al anului 2004
2003  Crucea Modovei, medalie acordată de Patriarhul Daniel, pe când era Mitropolit al Moldovei și Bucovinei. Distincția a fost acordată pentru grija acordată mediului înconjurător cu proiectul Ecoferme și pentru locurile de muncă create în zonă.
2002  Cotidianul Ziarul Financiar (Leaders – People that shake the market): Premiu de excelență
2002  Universitatea București – Departamentul pentru Cercetare, Implementare și Micro producție: Diplomă de Excelență pentru activitate de producție, cercetare și marketing
2001  Ziarul Bucharest Business Week (Swiss Leadership Awards): Antreprenorul anului 2001.

## Branduri construite
În domeniul apelor minerale: Dorna, Poiana Negri (rebranduire), Izvorul Alb, Mama Căpșună, Ala Bala Portocala, Meridor, Gustul Iubirii, AQUA Carpatica
În domeniul lactatelor și brânzeturilor: LaDORNA, LaDORNA Bio, La DORNA Cappuccino, LaDORNA Amaretto, LaDORNA Lady Milk, LaDORNA Iaurt grecesc, LaDORNA Iaurt a la grec, Lăptic cu ciocolată, Perle de brânzică cu smântână, Euroferme Dobrogea și Transilvania,
Vinuri: Chateau Valvis, Domeniile Sâmburești, Sâmburel de Olt
La ediția din aprilie 2012 a celui mai renumit târg de vinuri de la Beijing, “Wine China 2012” (China International Wine & Spirit Competition) Sâmburești a demonstrat că adevăratele vinuri roșii se află aici, cucerind cinci medalii prestigioase, fiind singurele vinuri românești premiate în această competiție. Medaliile cucerite de vinurile Sâmburești la Beijing:
Cabernet Sauvignon 2009 de Chateau Valvis a primit medalia de aur la categoria vinuri roșii, în timp ce Chateau Valvis – Merlot 2010 a câștigat argint. Vinurile de Domeniile Sâmburești au fost răsplătite cu trei medalii de bronz, pentru Cabernet Sauvignon 2010, Merlot 2010 și Chardonnay 2011. Sursa: http://www.reclame-tv.ro/domeniile-samburesti-vinuri-de-poveste/

## Hobby
În viața privată cântă la chitară, înoată (a făcut înot de performanță la Panathinaikos Atena) și este acționar minoritar (0.03%) la FC Rapid SA.